# Ferruccio Macola
Ferruccio Macola (Camposampiero, 17 maggio 1861 – Merate, 18 agosto 1910) è stato un giornalista e politico italiano.

## Biografia

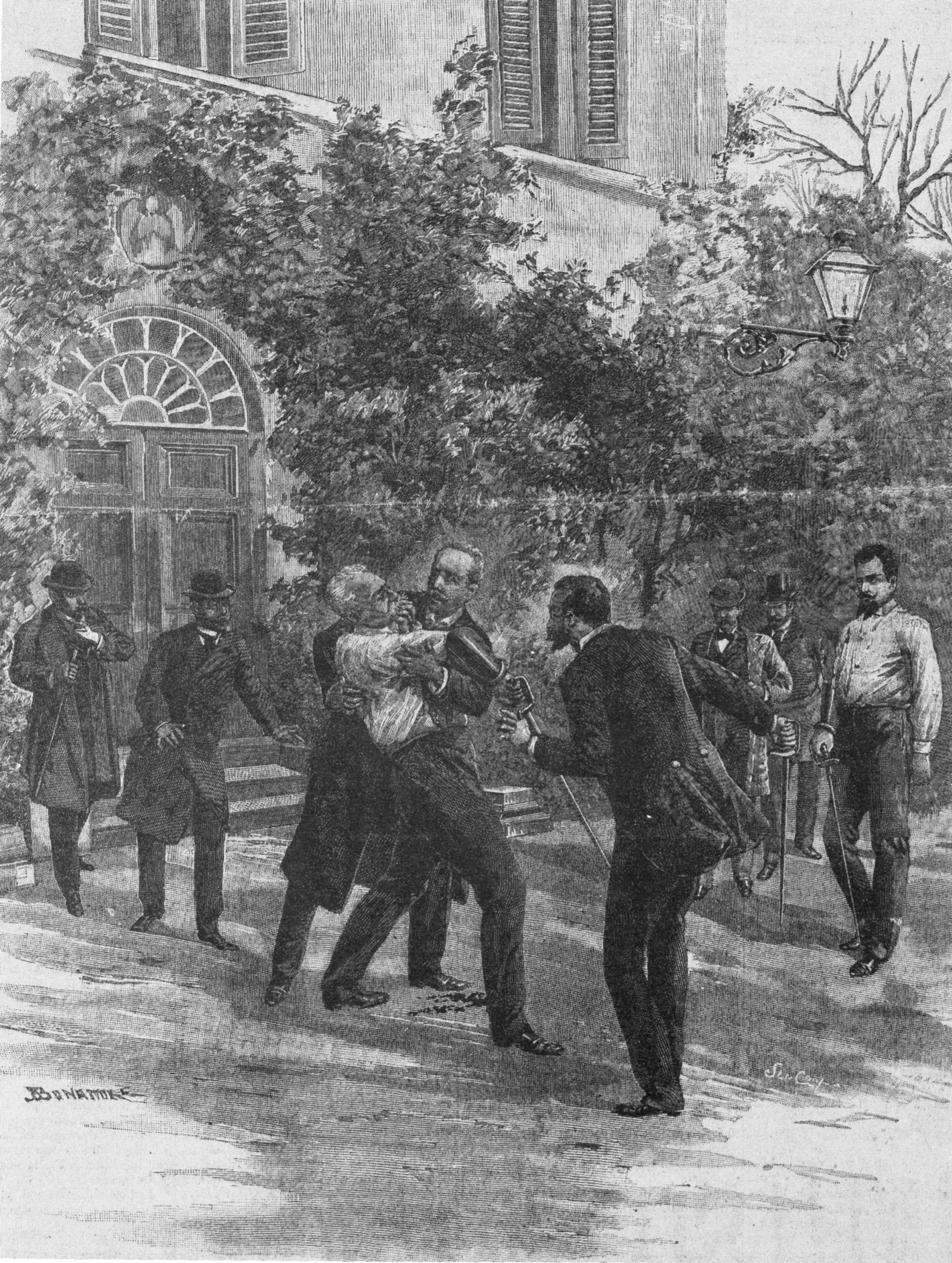
Litografia coeva raffigurante il duello tra Macola e Cavallotti, nel giardino di Villa Cellere presso Roma. A lanciare la sfida fu Cavallotti, che fu dato subito per favorito avendo vinto ben trentadue duelli

Figlio di Evaristo e di Maria Bettiolo, proveniva da una famiglia epirota che era stata nobilitata dalla Serenissima nel 1701.
Dopo aver frequentato la Scuola allievi macchinisti a Venezia, servì per un periodo nella Regia Marina. Successivamente si dedicò alla professione giornalistica: viaggiò in America e lavorò a Genova per Il Progresso e per Epoca. Sempre nel capoluogo ligure fondò, nell'aprile 1886, Il Secolo XIX, di cui divenne direttore nonché in parte proprietario. Vi lavorò anche come corrispondente dall'Africa.
Acquistò la Gazzetta di Venezia, della quale divenne direttore. Pubblicò L'Europa alla conquista dell'America Latina, volume che ebbe un largo successo, con il quale auspicava l'invio di un contingente di truppe nell'America del Sud che avrebbe dovuto conquistare "quel rigoglioso continente" e aprirlo allo sfruttamento delle popolazioni italiche.
Macola fu rieletto più volte deputato della Destra al Parlamento italiano; all'inizio grande ammiratore del deputato radicale Felice Cavallotti, con il tempo Ferruccio Macola cominciò ad accusare il parlamentare milanese di ambiguità politica.
La disputa politica si concluse con un duello alla sciabola tra Ferruccio Macola e lo stesso Felice Cavallotti, risultato fatale per quest'ultimo, colpito alla bocca e alla carotide. Il duello si svolse all'alba del 6 marzo 1898 a Roma nella villa della contessa Cellere (tra le vie Casilina e Tuscolana dove poi sorse l'aeroporto di Centocelle) alla presenza del notaio e dei testimoni. Macola, ben più alto di statura, e di vent'anni più giovane, fece presto valere la propria maggiore abilità nell'uso dell'arma. Al terzo assalto colpì a morte l'avversario: la punta della sciabola penetrò in bocca recidendo la lingua e la carotide. Cavallotti morì soffocato nel suo sangue.
La vittoria nel duello non gli fu propizia: travolto dalla condanna morale dell'intera società politica per aver troncato la vita al Cavallotti, nel 1905 Macola si dimise da deputato e vendette il suo giornale. E cinque anni più tardi a Merate si tolse la vita, sparandosi un colpo di pistola alla tempia. Fu sepolto a Rovigo, nella tomba della famiglia Milanovich, curiosamente con una lapide senza nomi. Ferruccio Macola si sposò due volte prima con Francesca Moresco, figlia di Sofia Félissent e del cav. Pasquale Moresco, sindaco di Castello di Godego, poi con Luisa, figlia del generale Luigi Milanovich, nobile di Rovigo.